# زیردریایی یو-۵۵۸
زیردریایی یو-۵۵۸ (به انگلیسی: German submarine U-558) یک زیردریایی بود که طول آن ۶۷٫۱ متر (۲۲۰ فوت ۲ اینچ) بود. این زیردریایی در سال ۱۹۴۰ ساخته شد.